# Borsos Béla (humánökológus)
Borsos Béla György (Budapest, 1958. augusztus 18. –) állatorvos, humánökológus, író. A gyűrűfűi ökofalu alapítója, szakterülete az ökológiai rendszerek és az ember társadalmi tevékenységének, valamint a technológiai civilizációnak a kapcsolata rendszerelméleti megközelítésben.

## Családi háttér, tanulmányok
Apja dr. Borsos József építőmérnök, egyetemi tanár, a Budapest Műszaki Egyetem rektorhelyettese (1901-1981), anyja dr. Irányi Lujza, néprajzkutató, könyvtáros (1922-2017).
Testvérei: István (1936-2013) építőmérnök és Balázs (1961) néprajzkutató, geológus és filmrendező, a Magyar Tudományos Akadémia levelező tagja. Nagyapja, idősebb Borsos József (1882-1963) ügyész, a Szolnoki Királyi Ügyészség elnöke volt. Nagybátyja, Borsos Béla építészmérnök, művészettörténész, egyetemi tanár (1913-1991).
Kétszer nősült, első felesége Rohály Andrea (1964) szinkrontolmács. Két gyermeke Bertalan (1993) matematikus, kriptográfus és Borbála (1996) angol-rajz szakos középiskolai tanár. 2013-ban elvált, második felesége Dévényi Márta (1969) tanítónő.
Eredeti szakmája szerint állatorvos, a budapesti Állatorvostudományi Egyetemet 1982-ben végezte el. Később környezetvédelmi szakértőként, humánökológusként képezte tovább magát, szakfordítói és szinkrontolmács vizsgát tett (ELTE Fordító és Tolmácsképző, 1986, 2003, 2006), a doktori fokozatát geográfiából szerezte a Pécsi Tudományegyetemen 2008-ban.

## Korai évek
Első munkahelye a kecskeméti Törekvés MgTsz, ahol beosztott üzemi állatorvosként dolgozott (1982-1983). 1984-től három évig az Országos "Frédéric Joliot-Curie" Sugárbiológiai és Sugáregészségügyi Kutató Intézet (OSSKI) tudományos segédmunkatársa, immunbiológiai kutatásai során a Gram-negatív baktériumok által termelt endotoxin hatásait vizsgálta.
Munkahelyéről 1987-ben lépett ki, majd néhány éven keresztül szabadúszóként dolgozott, utazott és újságcikkeket írt. Összesen négyszer járt Ázsiában, Szíria, Anatólia, Kína, Ujguria, Tibet, Pakisztán, Nepál, India, Thaiföld, Vietnam, Laosz és Kambodzsa egyes területeit járta be, mindig ökológiai témákat keresve. Ebben az időszakban csatlakozott a magyarországi környezetvédelmi mozgalomhoz. A Duna Kör aktív tagja, 1988-1990 között választmányi tag, majd titkár. Részt vett a Hardi-jelentés összeállításában, aminek alapján a magyar Országgyűlés 1989. október 31-én megszavazta a Bős-nagymarosi vízlépcső leállítását.

## Rendszerváltás
A rendszerváltás után egyszerre három ajánlatot is kapott, 1990-1992 között a Regionális Környezetvédelmi Központ szaktanácsadója, 1990-1993 között a Fidesz parlamenti frakciójának független környezetvédelmi tanácsadója. 1990-1995 között egyetemi tanársegéd az Állatorvostudományi Egyetemen, ahol alternatív mezőgazdasági rendszerek címen féléves tantárgyat dolgozott ki és megírta a hozzá tartozó jegyzetet. 1993 óta szakfordításból és tolmácsolásból él, két kis cég tulajdonosa.

## Gyűrűfűi ökofalu
A Gyűrűfű Alapítvány alapítója, az ökofalu eredeti koncepciójának kidolgozója. 1991 és 2000 között kurátor, 2019-től a kuratórium elnöke.
Fiatal korában sokat utazott, ennek során rengeteg tapasztalatot szerzett. Ismeri az európai, ázsiai és amerikai ökofalvak egy részét. Ezeket a tapasztalatokat beépítette a gyűrűfűi koncepcióba. Természettudományos képzettsége folytán leginkább a szerveződő település technológiai megoldásainak kialakításával foglalkozott. A kétezredik évben szakadás következett be a betelepülők között, és húsz év kellett ahhoz, hogy a fejlődés akkor megtört lendülete helyreálljon. 2019 decemberétől ismét a megfelelő szervezeti keretek kialakítása és egy olyan elismertség felépítése a fő cél, amely lehetővé teszi, hogy az eredeti elképzelés szerinti 150-200 főt elérje az ott lakók száma.
Doktori fokozatát a gyűrűfűi ökofalu szervezéséből írta településföldrajz témakörben 2008-ban a Pécsi Tudományegyetem Doktori Iskolájában. Összefoglaló könyve az ökofalu első 25 évéről 2016-ban jelent meg.

## Szakmai tevékenysége

### Humánökológia
A kilencvenes évek során részt vett a magyar humánökológus szakképzés megteremtésében, amely 2011 óta az ELTE TáTK mesterszakja. A humánökológia programot eredetileg a kutatómunka és az önképzés műhelyeként hozta létre 1994-ben az ELTE Bölcsészkarán néhány öntevékeny értelmiségi (Lányi András, Balassa Péter, Karátson Gábor és mások) amit először az ELTE Bölcsészettudományi Karának R. Várkonyi Ágnes vezette középkori és kora újkori magyar történet tanszéke fogadott be. Néhány évig a Pécsi Egyetem Szociológiai Intézetében is folyt ilyen képzés, majd 1999-től az ELTE Szociológiai Intézet tanrendjén szakirányként jelent meg, 2011-től pedig mesterszakként működik. Borsos az ökológia és a rendszerelmélet kapcsolatára alapozva kidolgozott egy tantervet, amelyet mintegy 20 éven keresztül maga is oktatott, majd tankönyveket írt a tantervhez.

### A Tiszánál
2009 és 2011 között az ENSZ Fejlesztési Programjának (UNDP) hivatalos szaktanácsadója, auditor illetve projektvezetői minőségben. Ennek során a hagyományos fokgazdálkodás jelenkori nyomait, újbóli bevezetésének rendszerelméleti, társadalmi és technológiai lehetőségeit vizsgálta, illetve munkatársaival modelleket dolgozott ki egy alternatív vízgazdálkodási gyakorlat megvalósítására. Modell területük a közép-tiszai Nagykörü község és a Tisza körötte elterülő Holocén kori ártere volt. A jogszabályi, pszichológiai és egyéb ellenállás miatt végül a beruházás nem valósult meg, de geográfiai, rendszerelméleti és ökológiai szempontból a mai napig a jelenleg megvalósítás alatt álló VTT életképes alternatívájának tekinthető. Az integrált tájgazdálkodásnak nevezett megoldás részletesen kidolgozott modellje külön honlapon, valamint angol nyelven a Nemzetközi Dunavédelmi Bizottság (International Commission for the Protection of the Danube River, ICPDR) honlapján található meg.

### Rendszerelmélet
Bár hivatalosan ökológusi képzettsége nincs, érdeklődésének homlokterében mindig is a tágabban értelmezett ökológiai kérdések, ember és természet viszonya állt. Humánökológiai munkássága során a Ludwig van Bertalanffy és mások által kidolgozott rendszerelméletet alkalmazza az ökológiai rendszerek, illetve az ember alkotta társadalmi valamint technológiai rendszerek közötti ellentmondások feltérképezésére, megértésére, és az ellentmondások feloldására alkalmas javaslatok kidolgozására. Főként a mezőgazdaság, vízgazdálkodás, településföldrajz, illetve egészségügy területén mozog otthonosan. E témákban több tucat szakmai közlemény, könyvfejezetek és hat önálló könyv szerzője. Szerkesztőként, lektorként és szócikkek szerzőjeként egyaránt részt vett a Környezetvédelmi lexikon valamint a Magyar–angol Környezetvédelmi Értelmező Szótár elkészítésében. Szakértőként közreműködött a Mérgezett föld című dokumentumfilm elkészítésében.

## Társadalmi tevékenység
- 1986-1990: A Duna Kör tagja
- 1988-1989: Választmányi tag, Duna Kör
- 1989-1992: Vezetőségi tag, Galgafarm Egyesület
- 1991-1999: A Gyűrűfű Alapítvány kuratóriumának tagja
- 1990-1998: Member of Executive Committee, International Environmental Negotiation Network, Harvard Law School, Cambridge, Mass. USA
- 1992-2000: Biokultúra Egyesület, a Szakmai Bizottság tagja
- 2000-2006: Sasakawa Peace Foundation[4] Environmental Award, a magyar bíráló bizottság elnöke
- 2003–: Magyar Biológiai Társaság,[5] Környezetvédelmi Szakosztály
- 2009-: MTA Köztestület Földrajz II (Természetföldrajz) Tudományos Bizottság
- 2014-: Member of the Editorial Board, Journal of Settlements and Spatial Planning, Cluj, Romania
- 2019-: A Gyűrűfű Alapítvány kuratóriumának elnöke
- 2020-: Magyar Permakultúra Egyesület,[6] tag

## Ösztöndíjak
- 1990: Salzburg Seminar,[7] Session 284, Environmental Negotiation Theory
- 1991: Schumacher College,[8] Anglia: The Rebirth of Nature (Rupert Sheldrake)
- 1992: Schumacher College, Anglia: Dwellers of the Land (Kirckpatrick Sale)
- 1992: Norwegian Non-Fiction Writers and Translators Association, Norvégia
- 1994: Eisenhower Exchange Fellowships,[9] Philadelphia, USA

## Főbb művei

### Könyvek
- Az élet kereke. (1994) Tanulmánykötet. Liget Könyvek Budapest, 267 p.
- Azok a bizonyos könnyű léptek I.: Ökológia és rendszerelmélet. (2002) Egyetemi tankönyv. L’Harmattan Budapest, 244 p.
- Ázsiától Ázsiáig. (2003) Útleírás. L’Harmattan Budapest, 223 p.
- A practical guide to integrated land management methods. Methods Intended To Improve Land Use And Water Management Efficiency In The Floodplains of the TiszaBasin.[10] (2014) LAP LAMBERT Academic Publishing, Saarbrücken, Germany (2014-11-25), 212 pp
- Az új Gyűrűfű. Az ökofalu koncepcióje és helye a fenntartható település- és vidékfejlesztésben. (2016) Monográfia. L’Harmattan Budapest, 247 p.
- Termő televény. II: Mezőgazdaság és rendszerelmélet.[11] (2018) Egyetemi tankönyv. Typotex, Budapest, 248 oldal
- Éltető víz. III. Vízgazdálkodás és rendszerelmélet.[12] (2024) Egyetemi tankönyv. Typotex, Budapest, 328 oldal

### Műfordítás
- Ernest Callenbach: Ecotópia. Göncöl Kiadó, Budapest 1992, 267 oldal

### Könyvfejezetek
- Borsos, B, J. Sendzimir, P. Balogh and L. Koncsos 2013: Barriers and Opportunities toAdaptive Co-Management of the Tisza River Basin in Hungary[13] in: Grover, Velma I., Gail Krantzberg (eds): Water Co-Management, Taylor and Francis, London, pp. 197–226.
- Borsos, B. and Jan Sendzimir 2018: The Tisza River: managing a lowland river in the Carpathian basin.[14] In: Schmutz, Stephan and Jan Sendzimir (editors) Riverine Ecosystem Management. Science for governing towards a sustainable future, Springer Verlag, pp. 541–560.
- Borsos B. 2005: A probléma a megoldás.[15] In: Borsos Balázs: Elefánt a hídon. Gondolatok az ökológiai antropológiáról. L’Harmattan, Budapest, pp. 135–141.
- Borsos B. 2005: Öntözéses gazdálkodás és régi vízhasználati módszerek Ázsiában. In: Balogh T. – Bayankhuu B. – Kiss K. – Ulcz Gy (szerk.).: Keleti Kiskönyvtár (sorozatszerk: Wilhelm Z.) PTE TTK Földrajzi Intézet Ázsia Központ, Pécs, pp. 101–115.
- Borsos B. 2010: Érdekek és érdektelenség a Tisza mentén.[16] Esettanulmány a Vásárhelyi Terv Továbbfejlesztéséről. in: Lányi András és Farkas Gabriella (szerk.) Miért fenntarthatatlan, ami fenntartható? Környezet és Társadalom. XXI. századi forgatókönyvek. L’Harmattan, Budapest, pp. 127–145.